# Erik Neutsch

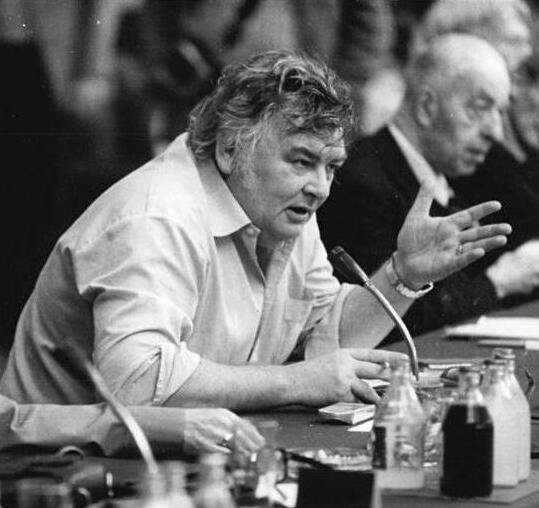
Erik Neutsch (1981)

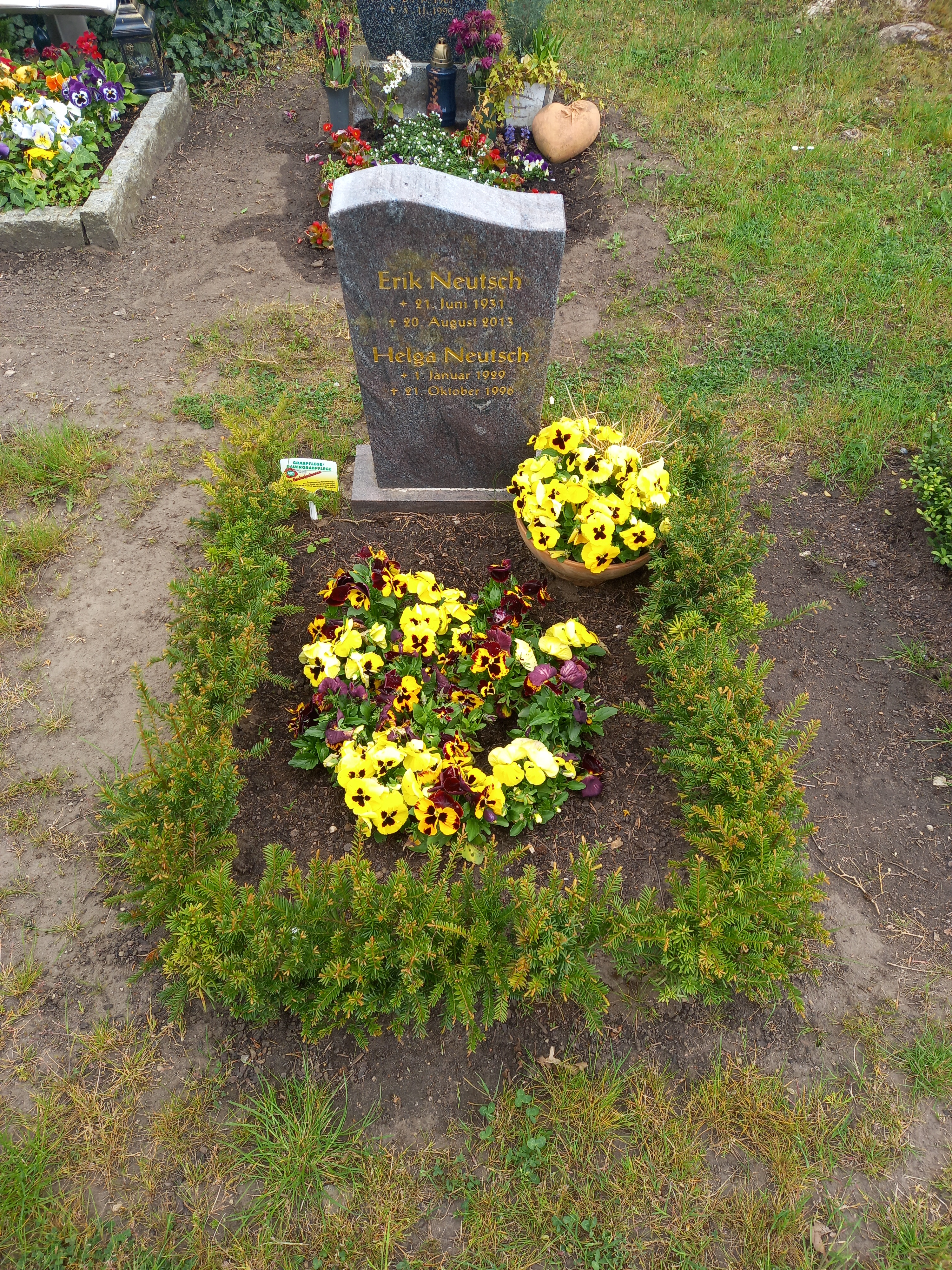
Das Grab von Erik Neutsch und seiner Ehefrau Helga geborene Franke auf dem Friedhof Lettin in Halle

Erik Neutsch (* 21. Juni 1931 in Schönebeck, Kreis Calbe a./S., preußische Provinz Sachsen; † 20. August 2013 in Halle (Saale), Sachsen-Anhalt) war ein deutscher Schriftsteller.

## Leben
Erik Neutsch stammte aus einer Arbeiterfamilie. Nach dem Besuch der Oberschule und bestandenem Abitur trat er 1949 der SED und der FDJ bei. Von 1950 bis 1953 studierte er Gesellschaftswissenschaften und Journalistik an der Universität Leipzig. Dieses Studium beendete er erfolgreich als Diplom-Journalist. Anschließend arbeitete er bis 1960 in der Kultur- und Wirtschaftsredaktion der Zeitung Die Freiheit in Halle/Saale.
Seit 1960 war Neutsch als Schriftsteller und Journalist tätig. Ab 1963 war er Mitglied der SED-Bezirksleitung Halle/Saale. 1970/71 leistete er ein freiwilliges Jahr in der Nationalen Volksarmee.
Er war Verfasser von Romanen, Erzählungen, Kinderbüchern, Essays, Gedichten und Drehbüchern. Seine letztlich stets parteitreuen Bücher setzen sich mit gesellschaftlichen Problemen des real existierenden Sozialismus in der DDR auseinander. Seinen größten Erfolg erzielte Neutsch mit dem Roman Spur der Steine, der die Entwicklung eines Arbeiters auf einer Großbaustelle vom Nonkonformisten zum angepassten Mitglied der sozialistischen Gesellschaft zum Thema hat. Das Buch war mit einer Auflage von über 500.000 Exemplaren eines der erfolgreichsten Bücher der DDR-Literatur; die Verfilmung durch Frank Beyer wurde 1966 jedoch drei Tage nach der Uraufführung vom Spielplan abgesetzt und erst 1989 nach dem Fall der Mauer wieder aufgeführt. Seit den 1970er Jahren arbeitete Neutsch an seinem erklärten Hauptwerk, dem Romanzyklus Der Friede im Osten, in dem die Geschichte der DDR in epischer Breite geschildert wird; von den geplanten sechs Büchern sind fünf erschienen, wobei das fünfte Buch sechs Monate nach seinem Tod veröffentlicht wurde. Über die Beendigung des fünften Buches gibt es verschiedene Aussagen (in Erik Neutsch – Der Wahrheit ein Stück näher von Marita Neutsch). Den bis 1990 konzipierten sechsten Band Jahre der ruhigen Sonne konnte Neutsch nicht mehr verfassen.
Sein Drama „Haut oder Hemd“  wurde 1971 in Halle uraufgeführt. Es ist ein Theaterstück in vier Akten. Die Druckausgabe erschien erstmals 1972 im Mitteldeutschen Verlag Halle (Saale). Das Stück handelt von der Zukunft der ostdeutschen Braunkohlenstadt Brücktal im Zeitalter der Energiewende. Die „Produktivkraft Wissenschaft“, vertreten durch den die verschiedenen ökonomischen Varianten der Zukunft vorausberechnenden Informatiker Dr. Berg, den Chemiker und Plasteforscher Professor Uhlenhorst und den Ingenieur Baum, Fachmann der Kältetechnik, wehrt sich in einer Arbeitsgruppe gegen Kolbasser, Direktor eines Braunkohlekombinates. Ihm sind die Tagesaufgaben und die Zukunft der Arbeiter wichtig. Seine Braunkohlebagger machen vor der Stadt nicht Halt. Aber auch die kühn in die Zukunft blickenden Wissenschaftler vertreten nur die Belange ihres Forschungsgebietes. Zu Recht erinnert der Wirtschaftssekretär der SED-Kreisleitung daran, dass es bei allen Plänen nur um die Menschen geht. Dabei sind die Arbeitnehmer besorgt und beunruhigt angesichts einer sehr ungewissen Zukunft und einer stillgelegten Mine. Dazu schreibt ein Kritiker: „Das Abwägen von revolutionärem Wagemut und Geduld; der Konflikt zwischen der Explosivität neuer Gedanken und ihrer instinktiven Abwehr aus der Gewohnheit der Jahre gewachsen, tapfer erstrittener Erfahrungen; der Widerspruch zwischen dem Spiel mit der Zukunft und den harten Forderungen der Gegenwart – das sind die dialektischen Spannungsfelder, in denen es um mehr als die sicherlich erregende Frage der richtigen Energiebasis – Kohle, Erdöl, Atomkraft – für ein neues Industriegebiet geht.“
Erik Neutsch war seit 1960 Mitglied des Schriftstellerverbandes der DDR; von 1963 bis 1965 war er Vorsitzender des Bezirksverbandes Halle dieser Organisation. Seit 1974 gehörte er als ordentliches Mitglied der Akademie der Künste der DDR an; seit 1990 war er Mitglied des Verbandes deutscher Schriftsteller.
In dem mehrteiligen Fernsehfilm Columbus 64 von Ulrich Thein aus dem Jahr 1966 spielt er sich selbst.
Neutsch war zweimal verheiratet und lebte zuletzt in Halle-Dölau. Aus seiner ersten Ehe (1. April 1953 bis 21. Oktober 1996) mit Helga Neutsch, geb. Franke († 21. Oktober 1996), hat er zwei Töchter: Marita Neutsch, geb. 1954 (Autorin von Auf der Spur meiner Träume, GNN-Verlag 1998, ISBN 3-932725-52-2, und Erik Neutsch – Der Wahrheit ein Stück näher, Primär-Verlag 2018, ISBN 978-3-9819596-0-4), und Corinna Schmidt geb. Neutsch, geb. 1962, Autorin von Lea wünscht sich einen Hund (Kinderbuch, 2017) und Juliane Dorn (gesellschaftskritische Erzählung um eine Krankenschwester, 2019).
An seinem Geburtshaus in Schönebeck in der Blumenstraße 50 wurde eine Gedenktafel angebracht. Im Schloss Blankenburg wurde die Bibliothek von Erik Neutsch nahezu so wieder ausgestellt, wie sie ursprünglich im Haus des Schriftstellers war.
Im August 2021 wurde in Berlin der Literaturpreis für Prosa und Lyrik der Erik-Neutsch-Stiftung verliehen. Er ist gedacht für junge Autoren bis 35 Jahre.

## Darstellung Neutschs in der bildenden Kunst
- Willi Sitte: Porträt Erik Neutsch (Öl, 125 × 97 cm, 1966)[9]

## Werke
- Die Regengeschichte. Mitteldeutscher Verlag, Halle 1960.
- Bitterfelder Geschichten. Mitteldeutscher Verlag, Halle 1961.
- Die zweite Begegnung und andere Geschichten. Mitteldeutscher Verlag, Halle 1961.
- Spur der Steine. Mitteldeutscher Verlag, Halle 1964.
- Die anderen und ich. Mitteldeutscher Verlag, Halle 1970.
- Olaf und der gelbe Vogel. Kinderbuchverlag, Berlin 1972.
- Haut oder Hemd. Schauspiel und Dokumentation. Mitteldeutscher Verlag, Halle 1972.
- Auf der Suche nach Gatt. Mitteldeutscher Verlag, Halle 1973.
- Tage unseres Lebens. Geschichten. Reclam, Leipzig 1973.
- Der Friede im Osten:
  1. Am Fluß. Mitteldeutscher Verlag, Halle 1974.
  2. Frühling mit Gewalt. Mitteldeutscher Verlag, Halle 1978.
  3. Wenn Feuer verlöschen. Mitteldeutscher Verlag, Halle 1985.
  4. Nahe der Grenze. Mitteldeutscher Verlag, Halle 1987, ISBN 3-354-00157-7.
  5. Plebejers Unzeit oder Spiel zu dritt. Unvollendet Das Neue Berlin, Berlin 2014, ISBN 978-3-360-02182-3.
- Heldenberichte. Erzählungen und kurze Prosa. Verlag Tribüne, Berlin 1976.
- „Akte Nora S.“ und „Drei Tage unseres Lebens“. Zwei Erzählungen. Verlag Tribüne, Berlin 1978.
- Fast die Wahrheit. Ansichten zu Kunst und Literatur. Verlag Tribüne, Berlin 1978.
- Der Hirt. Erzählung. Mitteldeutscher Verlag, Halle 1978.
- Zwei leere Stühle. Novelle. Mitteldeutscher Verlag, Halle/Leipzig 1979.
- Forster in Paris. Erzählung. Mitteldeutscher Verlag, Halle/Leipzig 1981.
- Da sah ich den Menschen. Dramatische Werke und Gedichte. Verlag Tribüne, Berlin 1983.
- Claus und Claudia. Nach neueren Dokumenten. Mitteldeutscher Verlag, Halle/Leipzig 1989, ISBN 3-354-00517-3.
- Totschlag. Roman. Dingsda-Verlag, Querfurt 1994, ISBN 3-928498-30-4.
- Vom Gänslein, das nicht fliegen lernen wollte. Faber und Faber, Leipzig 1995, ISBN 3-928660-41-1.
- „Der Hirt“ und „Stockheim kommt“. Zwei Erzählungen. Spotless-Verlag, Berlin 1998, ISBN 3-933544-01-7.
- Die Liebe und der Tod. Gedichte. Stekovics, Halle 1999, ISBN 3-932863-22-4.
- Nach dem großen Aufstand. Ein Grünewald-Roman. Faber & Faber, Leipzig 2003, ISBN 3-936618-14-3.
- Verdämmerung. Scheunen Verlag, Kückenshagen 2003, ISBN 3-934301-70-3.

## Schauspiel
- 1971:   Haut oder Hemd (Regie: Ulrich Thein, Uraufführung im Landestheater Halle)

## Libretto
- 1971: Karin Lenz (Oper von Günter Kochan, Uraufführung in der Staatsoper Berlin)

## Verfilmungen und Drehbücher
- 1966: Spur der Steine (Regie: Frank Beyer, DEFA (DDR))
- 1967: Geschichten jener Nacht (Episode 2 – Drehbuch mit Ulrich Thein und Hartwig Strobel)
- 1976: Auf der Suche nach Gatt (Regie: Helmut Schiemann, Fernsehen der DDR)
- 1981: Nora S. (Fernsehfilm) (Regie: Georg Schiemann, Fernsehen der DDR)
- 1983: Zwei leere Stühle (Regie: Georg Schiemann, Fernsehen der DDR)

## Auszeichnungen

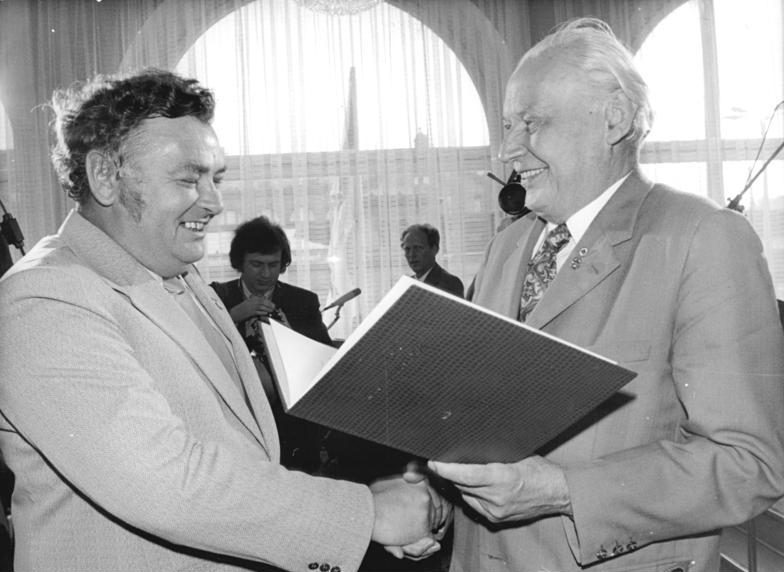
Erik Neutsch (links) erhält 1974 von Herbert Warnke den Kunstpreis des FDGB

- 1961 und 1962: Literaturpreis des FDGB
- 1964 und 1981: Nationalpreis der DDR
- 1969: Verdienstmedaille der DDR
- 1971: Heinrich-Mann-Preis und den Kunstpreis der Stadt Halle
- 1973: Händelpreis des Bezirkes Halle
- 1974: Kunstpreis des FDGB und den Vaterländischen Verdienstorden in Gold
- 1984: Banner der Arbeit (Orden)